# Xe tăng hành tiến
Tankoviy biathlon (tiếng Nga: Танковый биатлон), còn gọi là Xe tăng hành tiến, đua xe tăng hay tank biathlon là một nội dung thi đấu trong Hội thao quân sự quốc tế (Army Games) hàng năm. Đây là nội dung tranh tài về khả năng điều khiển xe tăng giữa các kíp xe đại diện các quốc gia. Nó được xem là nội dung thi đấu thu hút được nhiều sự chú ý nhất trong các hội thao Army Games.
Tất cả các trận đấu Xe tăng hành tiến (Tank Biathlon) và các nội dung khác trong khuôn khổ Hội thao Army Games đều được truyền hình trực tiếp trên sóng của kênh truyền hình Zvezda trực thuộc Bộ Quốc phòng Nga. Tại Việt Nam, kênh truyền hình Quốc phòng Việt Nam cũng có chương trình tiếp sóng trực tiếp với bình luận tiếng Việt bộ môn này cùng với các bộ môn khác của Hội thao được tổ chức tại Việt Nam.

## Luật chơi

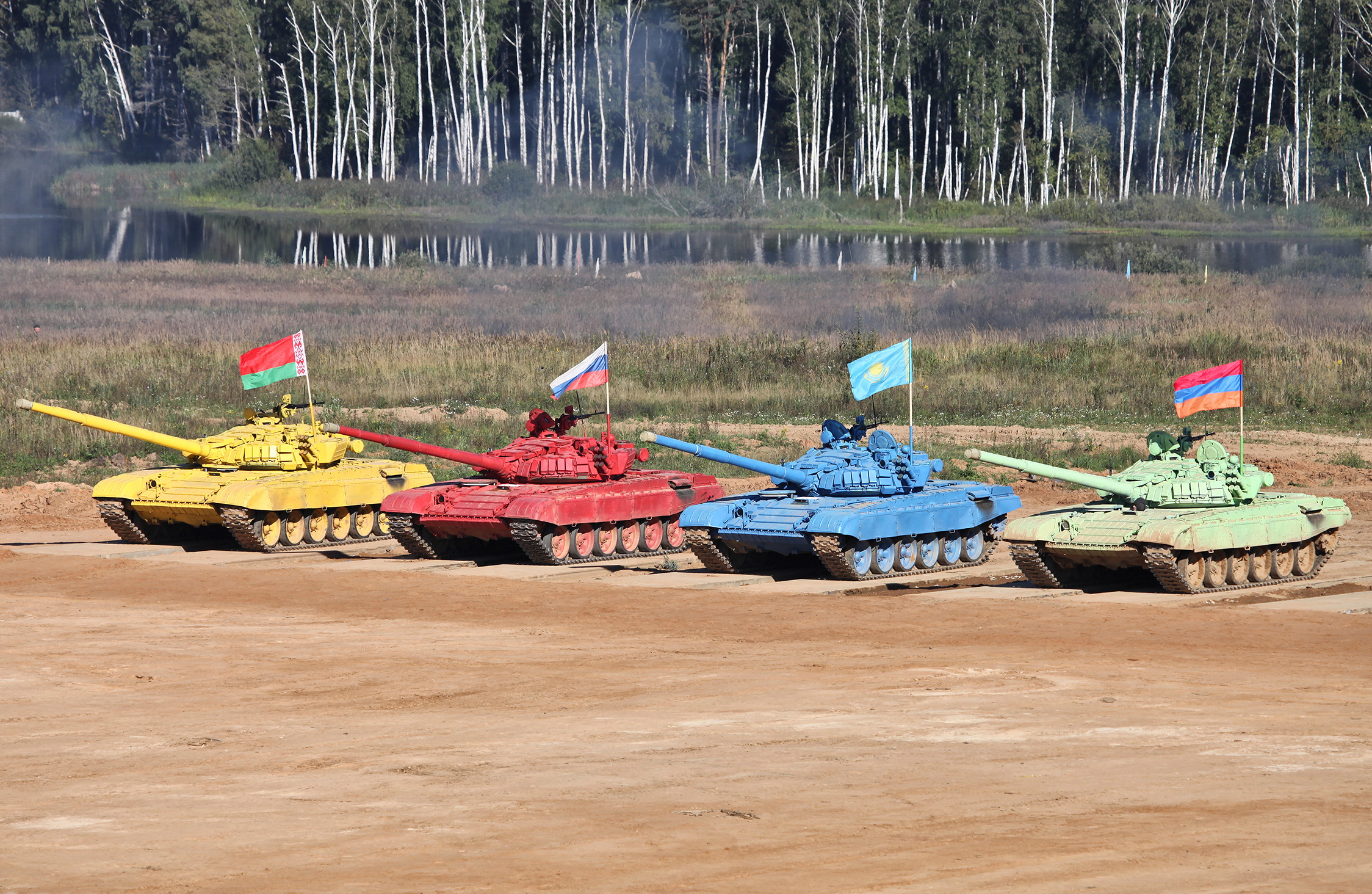
4 chiếc T-72B tham gia năm 2013

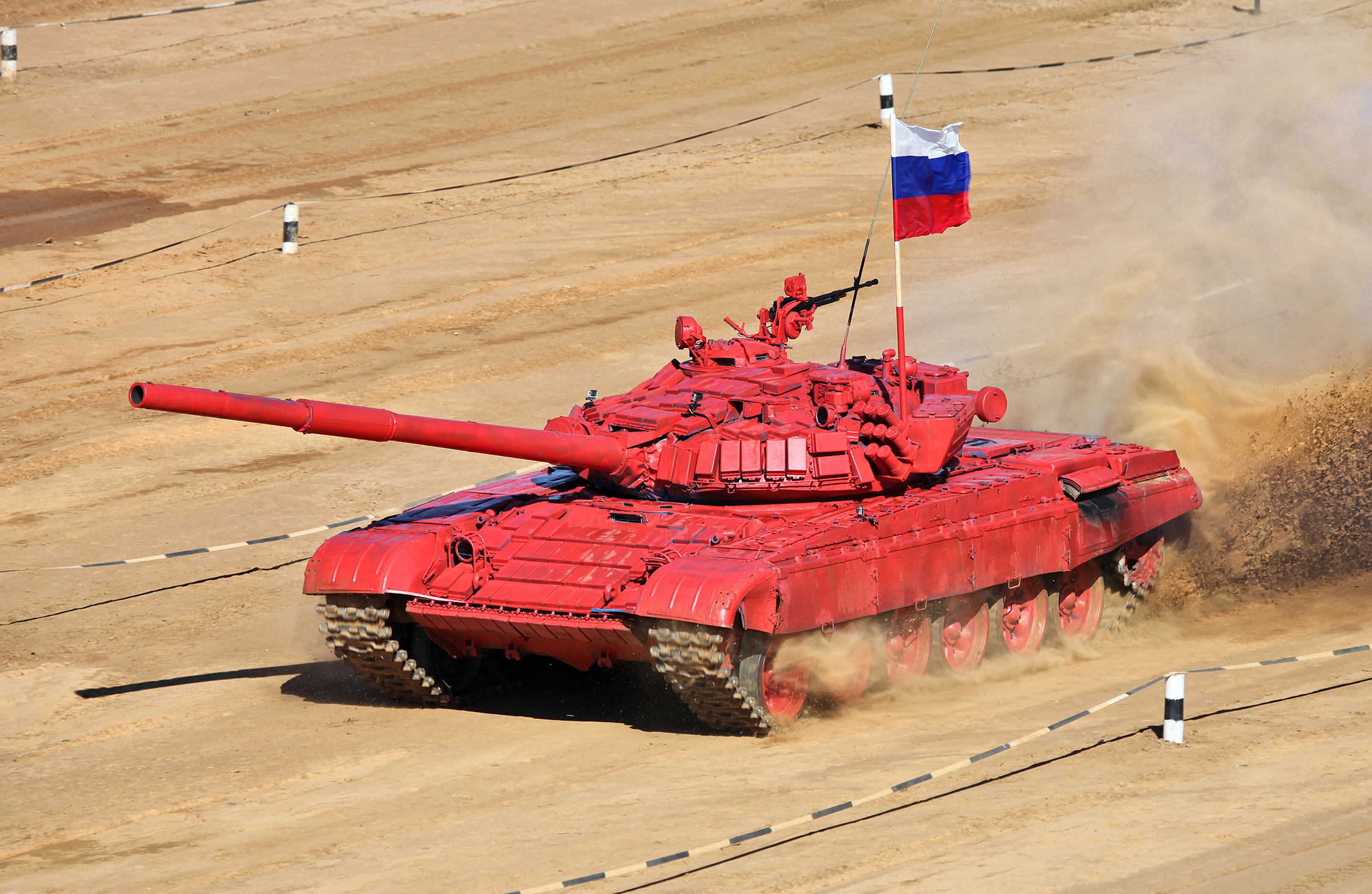
T-72B của Nga, 2013

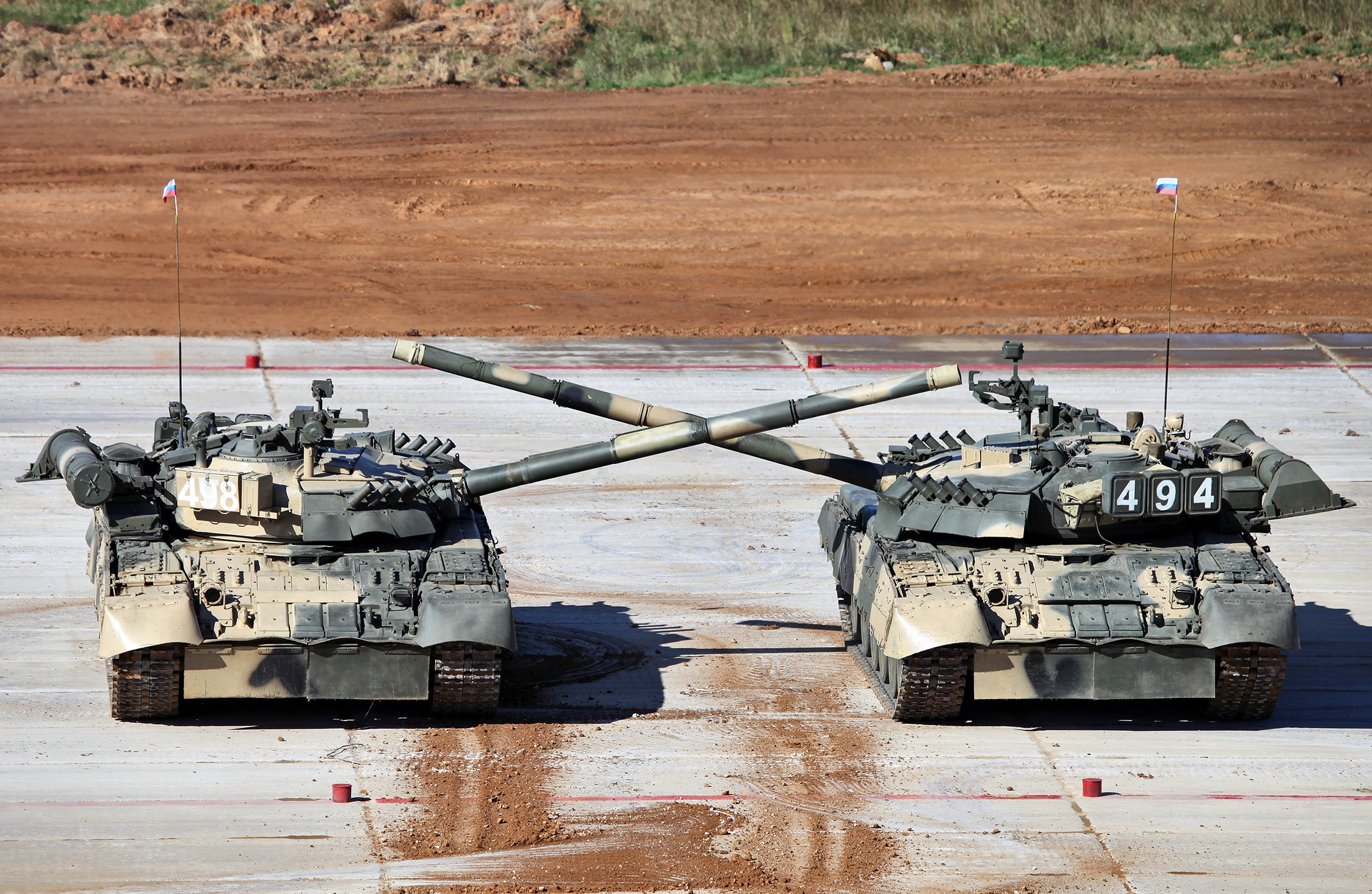
T-80U biểu diễn, 2013

Các tổ lái phải lái 3 vòng với quãng đường dài 6–10 km. Trong vòng đầu tiên, các tổ lái phải dùng 3 viên đạn pháo 125mm bắn vào 3 mục tiêu cỡ xe tăng ở cự ly 1.600, 1.700 và 1.800 mét. Trong vòng thứ 2, các tổ lái phải bắn vào mục tiêu mô phỏng trực thăng ở cự ly 800 - 1.000 m, sử dụng súng 12,7mm gắn trên nóc xe tăng với 15 viên đạn. Trong vòng thứ 3, các tổ lái phải bắn vào mục tiêu mô phỏng bộ binh cầm súng chống tăng ở cự ly 600–700 m, và phải sử dụng súng máy đồng trục 7,62 mm và 15 viên đạn.
Cứ mỗi mục tiêu bắn trượt thì tổ lái phải chạy phạt thêm 500 mét. Ở các vòng đua, xe tăng phải vượt qua các chướng ngại vật địa hình khác nhau nhằm mô phỏng vật cản, bãi mìn, hào chống tăng... một chướng ngại vật bị trượt hoặc đi qua không đúng cách sẽ bị cộng thêm 10 giây vào thời gian hoàn tất bài thi. Từ kết quả vòng đấu loại, ban giám khảo sẽ chọn ra 8 đội (quốc gia) có thành tích tốt nhất tham gia vào vòng đua Bán kết. Tiếp đó, sẽ chọn 4 đội vào vòng Chung kết để xác định nhà vô địch và các thứ hạng tiếp theo.
Mỗi đội tuyển có 3 kíp dự thi chính thức, 1 kíp dự bị, với tổng số cả 4 kíp xe là 12 vận động viên. 3 kíp xe chính thức sẽ thi đấu trong 3 buổi thi khác nhau. Ở mỗi đợt thi sẽ có 4 kíp xe của 4 nước khác nhau tham dự. Trong quá trình thi, nếu xe chính thức thi bị hỏng, thì kíp xe phải báo cho trọng tài và khi có lệnh của trọng tài dự bị, kíp xe dự bị sẽ lái xe tăng dự bị vào thay thế xe chính thức bị hỏng.
Do cuộc thi nhấn mạnh vào kỹ năng của các tổ lái, cũng như để tăng độ khó nên luật chơi quy định: việc ngắm bắn các mục tiêu đều phải thực hiện bằng thủ công (chỉ được dùng kính ngắm quang học thông thường, không được sử dụng các hệ thống điều khiển hỏa lực hiện đại như máy tính đạn đạo, máy đo xa laser, máy cảm biến đo sức gió...)

## Bảng huy chương
| Năm  | Vàng | Bạc        | Đồng       |
| ---- | ---- | ---------- | ---------- |
| 2014 | Nga  | Armenia    | Trung Quốc |
| 2015 | Nga  | Trung Quốc | Serbia     |
| 2016 | Nga  | Trung Quốc | Kazakhstan |
| 2017 | Nga  | Kazakhstan | Trung Quốc |
| 2018 | Nga  | Trung Quốc | Belarus    |
| 2019 | Nga  | Belarus    | Kazakhstan |
| 2020 | Nga  | Trung Quốc | Belarus    |
| 2021 | Nga  | Trung Quốc | Kazakhstan |

| Năm  | Vàng       | Bạc        | Đồng       |
| ---- | ---------- | ---------- | ---------- |
| 2019 | Uzbekistan | Việt Nam   | Cuba       |
| 2020 | Việt Nam   | Lào        | Tajikistan |
| 2021 | Kyrgyzstan | Tajikistan | Myanmar    |